# Ochthebius turkestanus
Ochthebius turkestanus är en skalbaggsart som beskrevs av August Ferdinand Kuwert 1892. Ochthebius turkestanus ingår i släktet Ochthebius och familjen vattenbrynsbaggar. Inga underarter finns listade i Catalogue of Life.